# Bartolomeo Ammanati

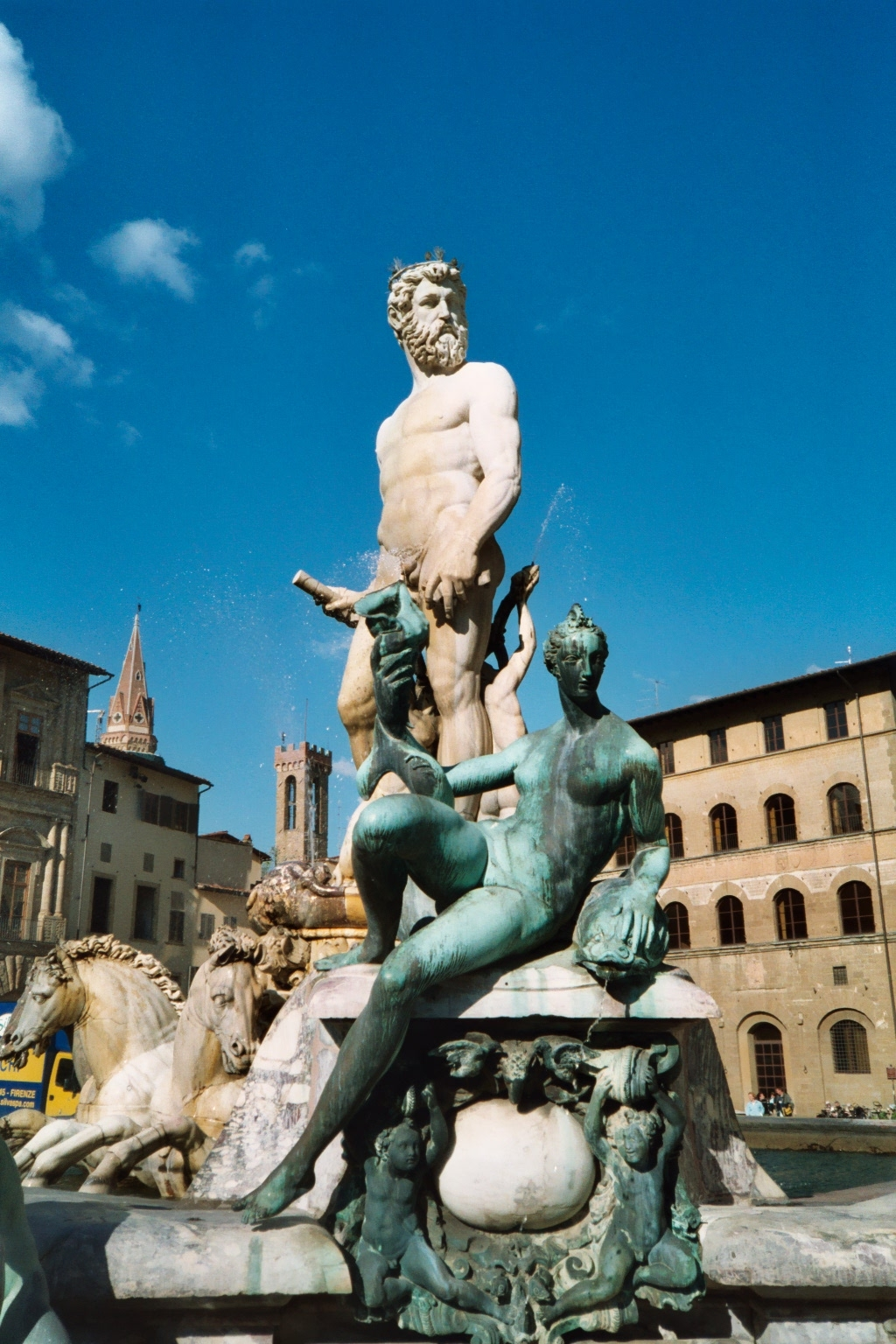
Fontana del Nettuno

Bartolomeo Ammanati (Bartolomeo di Antonio Ammanati) (n. 18 iunie 1511 în Settignano sau Florența – d. 13 aprilie 1592, Florența) a fost un sculptor și arhitect italian. El a fost elevul lui Baccio Bandinelli din Florența și a lui Jacopo Sansovino din Veneția. Mai târziu este influențat de operele lui Michelangelo.

## Opere mai importante
- Villa Giulia în Roma (1552), realizată împreună cu Giacomo Barozzi da Vignola
- Fântână din Sala dei Cinquecento (Palazzo Vecchio (1555-1563))
- Palazzo Ruspoli (sau Palazzo Rucellai, în 1556)
- Palazzo Pitti din Florența
- Fontana del Nettuno, (Fântâna lui Neptun) în Florența, Piazza della Signoria (1563-1575)
- Palazzo Riccardi-Manelli în Florența (1563)
- Palazzo Riccardi-Manelli în Florența (sau Palazzo Grifoni, (1563)
- Ponte Santa Trinita în Florența
- Palazzo Ducale în Lucca
- Biserica - San Giovannino degli Scolopi în Florența